# Hednota xiphosema
Hednota xiphosema là một loài bướm đêm trong họ Crambidae.